# Mina d'en Botey
La Mina d'en Botey es troba al Parc de la Serralada Litoral, la qual recollia l'aigua al subsòl del torrent de Can Mus i la baixava a Premià de Dalt mitjançant una conducció de més d'1 km.

## Descripció
És de boca molt baixa (en part, a causa de l'acumulació de sauló que l'ha mig colgada) i gairebé passa desapercebuda tot i estar a tocar del camí. La reixa sol estar oberta i se'n pot veure la galeria, la qual no té el sostre apuntalat -si més no, en els primers metres-, ja que està excavada en un sauló molt compacte.

## Accés
És ubicada a Vilassar de Dalt: de la pista de la Carena (entre Can Bernadó i l'estació transformadora) surt una pista en direcció sud que duu a Premià de Dalt. Baixem 330 metres per aquesta pista i prenem la primera bifurcació a l'esquerra. Trobarem la mina a 150 metres, a l'esquerra i a tocar de la pista. Coordenades: x=444796 y=4596474 z=380.